# Vịnh Papagayo

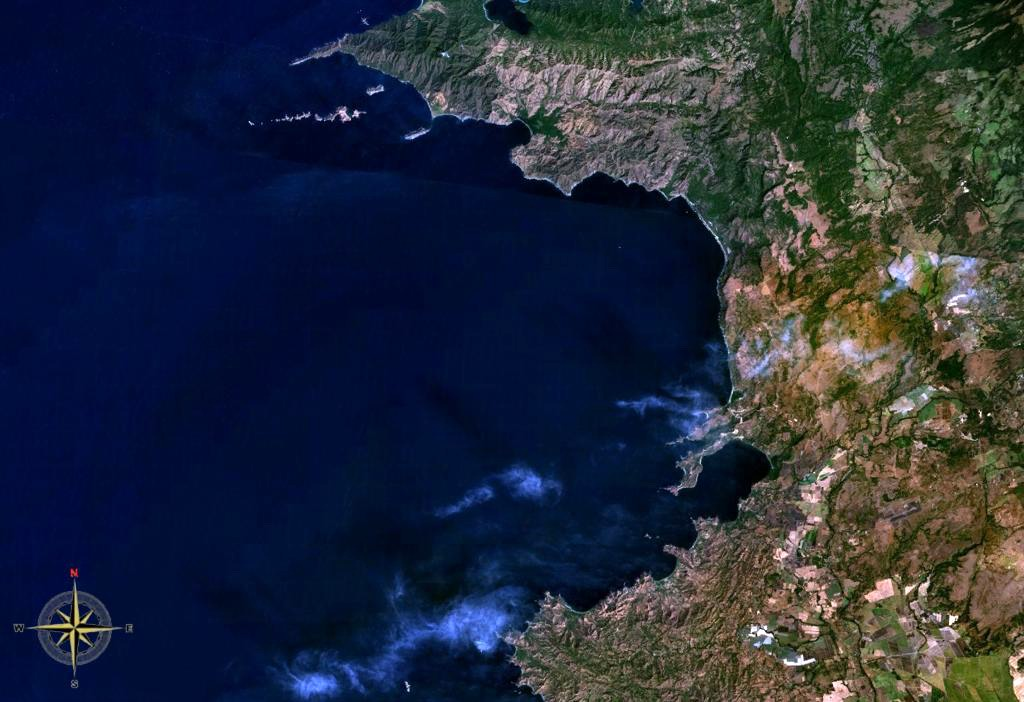
Vịnh Papagayo nhìn từ không gian

Vịnh Papagayo (tiếng Tây Ban Nha: Golfo de Papagayo, nghĩa là "Vịnh con vẹt") là một vịnh nhỏ thông ra Thái Bình Dương, ở tây bắc Costa Rica, thuộc tỉnh Guanacaste, với tọa độ địa lý .
Vịnh Papagayo và vùng duyên hải lân cận là trọng tâm của dự án lớn để phát triển du lịch do chính phủ Costa Rica đề xuất, nhằm biến vùng này thành một trung tâm du lịch kiểu mẫu, kết hợp phát triển kinh tế và môi trường thiên nhiên. Dự án này gồm một chuỗi cơ sở nghỉ mát.
Cũng trong khu vực vịnh Papagayo là các bãi biển Ocotal, Coco, Hermosa và Panama rất được ưa chuộng. Vườn quốc gia Santa Rosa cũng là thắng cảnh thu hút du khách.